# Le Châtellier (Ille-et-Vilaine)
Le Châtellier è un comune francese di 387 abitanti situato nel dipartimento dell'Ille-et-Vilaine nella regione della Bretagna.

## Monumenti e luoghi d'interesse
- Parco botanico dell'Alta Bretagna

## Società

### Evoluzione demografica
Abitanti censiti